# Doğanhisar
Doğanhisar là một huyện thuộc tỉnh Konya, Thổ Nhĩ Kỳ. Huyện có diện tích 437 km² và dân số thời điểm năm 2007 là 22510 người, mật độ 52 người/km².